# Jaune Toujours
Jaune Toujours is een Belgische band. Hun stijl valt het best te omschrijven als mestizo, een mix van salsa, latin, ska, balkan, punk etc.

## Ontstaan
De band werd in 1993 opgericht door zanger en accordeonist Piet Maris. Tijdens de eerste contacten met een Roma-gemeenschap in Slowakije in 1994 maakte hij zich de gipsyspeelstijl en het typische Roma-repertoire eigen. Jaune Toujours liet zich door dit repertoire inspireren en vervolledigde zijn stijl met invloeden uit onder meer dub, ska, rock, punk en groove. Zo ventileren ze hun beschouwingen over de samenleving.

## Doorheen de jaren
In 1997 werd Jaune Toujours vervolledigd met drummer Théophane Raballand en trompettist Bart Maris. Een jaar later werd de eerste ep O opgenomen.
In juni 1999 werd een eigen artiestencollectief opgericht, onder de naam "Choux de Bruxelles", tevens de naam van het label.
In 2000 volgde het eerste album Brusk. In datzelfde jaar speelde de band onder andere op het Global Activist Festival tijdens de Eurotop in Brussel.
In 2002 werd er opnieuw een album uitgebracht met als titel 'Camping del Mundo'. Na de verschijning van dit album speelde Jaune Toujours zijn eerste internationale concerten. In de volgende jaren speelden ze onder andere als voorprogramma van Manu Chao en Radio Bemba Sound System en mochten ze België vertegenwoordigen op het EBU-festival in Noorwegen.
Het derde studioalbum Barricade, uit 2004, leverde hen nieuwe internationale concerten en rechtstreekse radio-optredens op voor onder andere BBC Three en Funkhaus Europa. 
Het livealbum cluB, uit 2006, opende internationaal de deuren voor Jaune Toujours. In het Verenigd Koninkrijk waren ze onder andere te gast op WOMAD, het Cambridge Folk Festival en in de studio's van BBC Three. In Duitsland mochten ze aantreden op de podia van Tanzfest Rudolstadt en Popdeurope Berlijn, en in Nederland trokken ze publiek naar de Paradiso Amsterdam, Oerol Terschelling en Fiesta Mundial Tilburg. Overzee toerden ze langs de westkust van Canada met concerten op Vancouver Island, Fort McLeod (cfr. Brokeback Mountain) en Calgary. In België mochten ze aantreden op Couleur Café, Francofolies, Dranouter, Esperanzah!, Blue Note en Polé Polé.
In april 2009 verscheen Kolektiv, hun vijfde cd. In oktober van dat jaar speelden ze een showcase voor een uitgebreide selectie van professionals op Womex in Kopenhagen.
In 2010 dansten duizenden mensen in 12 verschillende Belgische steden op het nummer 'ici Bxl' ter ere van het Belgische voorzitterschap van de EU. In datzelfde jaar werd het album Re:Plugged uitgebracht, met remixen van nummers van Jaune Toujours en Mec Yek, en ook speelden ze op het Sziget-festival. 
In 2011 en 2012 werkte Jaune Toujours samen met de Gangbé Brass Band van Benin. Ze brachten de ep Afrobelbeat uit en toerden samen door België en Benin. 
In 2013 verscheen hun studioalbum Routes. Dit album werd goed onthaald in binnen- en buitenland met enthousiaste recensies in onder andere The Guardian en The Independent, Songlines, Westzeit en De Standaard.
In 2018 verscheen het studioalbum Europeana. De titel verwijst naar de term Americana, de verzamelnaam voor Amerikaanse folk- en traditionele muziek. Jaune Toujours mengt op vergelijkbare wijze muziek uit Europese tradities.

## Engagement
Jaune Toujours wordt gekenmerkt door de sociaal bewogen teksten van frontman Piet Maris. Hun thuisstad Brussel vormt de voedingsbodem voor de maatschappelijke thema's die door Jaune Toujours worden aangesneden.
Jaune Toujours werkt met diverse andere artiesten samen. Zo namen ze bijvoorbeeld de verzamelaar 'Radio Transit' op met talentvolle muzikanten die met elkaar gemeen hebben dat ze niet over de juiste papieren beschikken. 
Met de groep Mec Yek zetten ze twee Romazangeressen achter de microfoon, zodat die hun balkanmotown op het publiek kunnen loslaten.
Sinds 2012 onderhouden zij bovendien nauwe contacten met de Gangbé Brass Band uit Benin. Ze namen samen de ep Afrobelbeat op en promootten die met concerten in Benin en België.

## Huidige bezetting
- Piet Maris - accordeon en zang
- Théophane Raballand - drum en percussie
- Mathieu Verkaeren - contrabas
- Mattias Laga - klarinetten en sopraansax
- Bart Maris - trompet
- Dirk Timmermans - trompet
- Yves Fernandez-Solino - trompet

## Discografie

### Ep's
- 1998: O
- 2012: Afrobelbeat (vs. Gangbé Brass Band)

### Studioalbums
- 2000: Brusk (Choux de Bruxelles)
- 2002: Camping del Mundo (Choux de Bruxelles)
- 2004: Barricade (Choux de bruxelles)
- 2009: Kolektiv (Choux de Bruxelles)
- 2013: Routes (Choux de Bruxelles)
- 2018: Europeana (Choux de Bruxelles)

### Livealbums
- 2006: cluB (Choux de Bruxelles)

### Compilaties
- 2006: Radio Transit (Choux de Bruxelles)
- 2010: Re:Plugged (Choux de Bruxelles)
- 2017: 20Sth - 20 years anniversary collector (Choux de Bruxelles)